# Movses Chorenaci

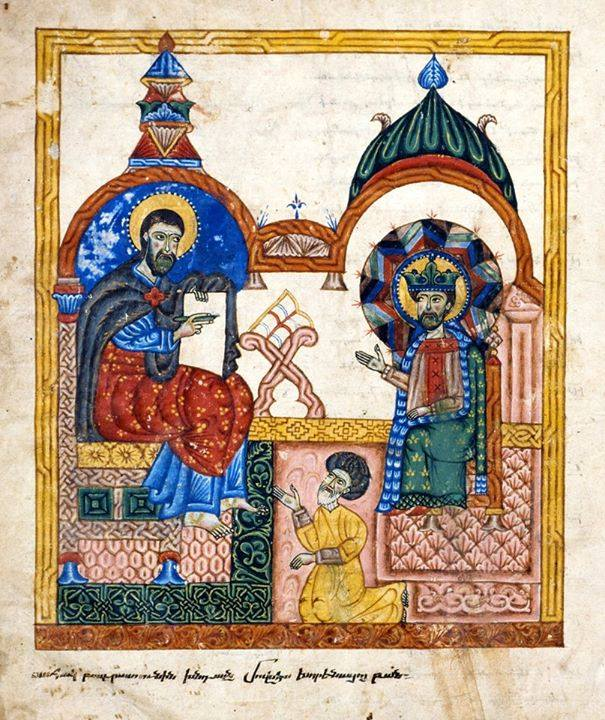
Chorenaci a kníže Bagratuni (arménský rukopis,14. stol.)

Movses Chorenaci, či též Mojžíš z Chorény, Mojžíš Chorenský, Moisei Khorenskii, arménsky Մովսես Խորենացի (asi 410 – asi 494) byl arménský kronikář, básník a gramatik, zakladatel arménské historiografie, představitel školy Mesropa Maštoce, který vytvořil arménské písmo a vedl překlad Bible do arménštiny. Arménská apoštolská církev uctívá Chorenaciho jako jednoho ze „svatých překladatelů“.

## Život
Byl vychován ve Sjuniku a vyslán na studia k Mesropu Maštocovi a k patriarchovi Sahaku Parthevovi, kteří se věnovali překladu Bible z řečtiny do arménštiny. Přitom narážęli na velké nesnáze, a tak se rozhodli vyslat Chorenaciho a několik dalších nadaných studentů do egyptské Alexandrie, centra tehdejší řecké vzdělanosti. Cestou se stavili v Jeruzalémě a dalších městech a když se po několika letech vrátili, byli jejich učitelé po smrti. Domácí publikum je nepřijalo přátelsky (patrně pod perským tlakem) a Chorenaci se dlouhá léta musel skrývat v odlehlé vesnici. Tam ho při svých cestách náhodou objevil patriarcha Gyut. jeho někdejší spolužák, a ustanovil ho biskupem v Bagrevandu, asi 170 km západně od Jerevanu.

## Dílo
Chorenaci psal teologické spisy, skládal básně a hymny a věnoval se také arménské gramatice. Na žádost knížete Sahaka Bagratuniho († 482) se pustil do svého nejznámějšího díla, spisu Patmutjun Hajoc (Dějiny Arménie). Kronika, napsaná v arménštině, zachytila ve čtyřech knihách události od Stvoření světa a počátků Arménie až do poloviny 5. století (pád dynastie Aršakovců v roce 428). Jako historický pramen není příliš spolehlivá, přesto měla nesmírný vliv na arménskou historiografii a zachovala mnoho materiálu z předkřesťanských pověstí a lidové slovesnosti.
Chorenaci zaznamenal mj. legendu o praotci Arménů Hajkovi (odtud název Hajastán, užívaný v Arménii) a jeho příchodu do Arménie po pádu Babylonské věže, což datoval do roku 2492 př. n. l. To se dlouho považovalo za legendu, nicméně rozsáhlý genetický výzkum arménských koster dospěl k překvapivému závěru, že Arméni přišli do své země někdy ve třetím tisíciletí př. n. l. Do té doby totiž docházelo k četnému míšení různých ras, kdežto od té doby se genetická výbava Arménů téměř nezměnila.

Dnes je Chorenaci ve své vlasti nazýván „Otec Arménů“ (պատմահայր). Jmenuje se po něm vyznamenání, které získávají Arméni, kteří se proslavili v oblasti kultury, sociálních věd a sportu.